# Phyllanthus sellowianus
Phyllanthus sellowianus är en emblikaväxtart som först beskrevs av Johann Friedrich Klotzsch, och fick sitt nu gällande namn av Johannes Müller Argoviensis. Phyllanthus sellowianus ingår i släktet Phyllanthus och familjen emblikaväxter. Inga underarter finns listade i Catalogue of Life.